# Hokej na ledu na Poletnih olimpijskih igrah 1920
Hokej na ledu je bil na Poletnih olimpijskih igrah 1920 prvič olimpijski šport, edinkrat je tudi potekal na Poletnih olimpijskih igrah. Hokejski olimpijski turnir je potekal med 23. in 29. aprilom 1920 v dvorani Palais de Glace d'Anvers v Antwerpnu. Zlato medaljo je osvojila kanadska reprezentanca, srebrno ameriška, bronasto pa češkoslovaška, v konkurenci sedmih reprezentanc in po pravilih, ki so dovoljevala igro sedmih hokejistov na ledu (enega več, kot moderna pravila). Olimpijski turnir je štel tudi za Svetovno hokejsko prvenstvo.

## Dobitniki medalj
| Zlato | Srebro | Bron |
| Kanada Robert Benson Walter Byron Frank Fredrickson Chris Fridfinnson Magnus Goodman Haldor Halderson Konrad Johannesson Allan Woodman | ZDA Raymond Bonney Anthony Conroy Herbert Drury Edward Fitzgerald George Geran Frank Goheen Joseph McCormick Lawrence McCormick Frank Synott Leon Tuck Cyril Weidenborner | Češkoslovaška Karel Hartmann Vilém Loos Jan Palouš Jan Peka Karel Pešek Josef Šroubek Otakar Vindyš Karel Wälzer Josef Loos |

## Končni vrstni red
1. Kanada
2. ZDA
3. Češkoslovaška
4. Švedska
5. Francija
6. Švica
7. Belgija